# Zornia vaughaniana
Zornia vaughaniana là một loài rau đậu thuộc họ Fabaceae.
Nó chỉ được tìm thấy ở Mauritius.
Môi trường sống tự nhiên của chúng là vùng bờ biển nhiều đá và vùng bờ biển cát.